# Tăușeni, Cluj
Tăușeni (în maghiară Marokháza) este un sat în comuna Bonțida din județul Cluj, Transilvania, România.
Pe Harta Iosefină a Transilvaniei din 1769-1773 (Sectio 084), localitatea apare sub numele de „Marokháza”.

## Date geografice
Pe teritoriul acestei localități se găsesc izvoare sărate. 

## Istoric
În Repertoriul Arheologic Național, sub codul 56256.01, este înscrisă o așezare preistorică de locuire civilă, aflată în locația "Dealul Picuiești" - Tăușeni. 

## Personalități
- Dorel Vișan (n. 23 iunie 1937), actor și poet.
- Alexandru Chira (1947-2011), pictor și profesor universitar.

## Monumente
- Ansamblul monumental De-semne spre cer pentru ploaie și curcubeu realizat în 1995 de frații Alexandru și Liviu Chira, pe colina care împarte satul Tăușeni în două. Are în componență 14 elemente și este vizibil de la o distanță de câțiva kilometri. [3][4][5]

## Imagini

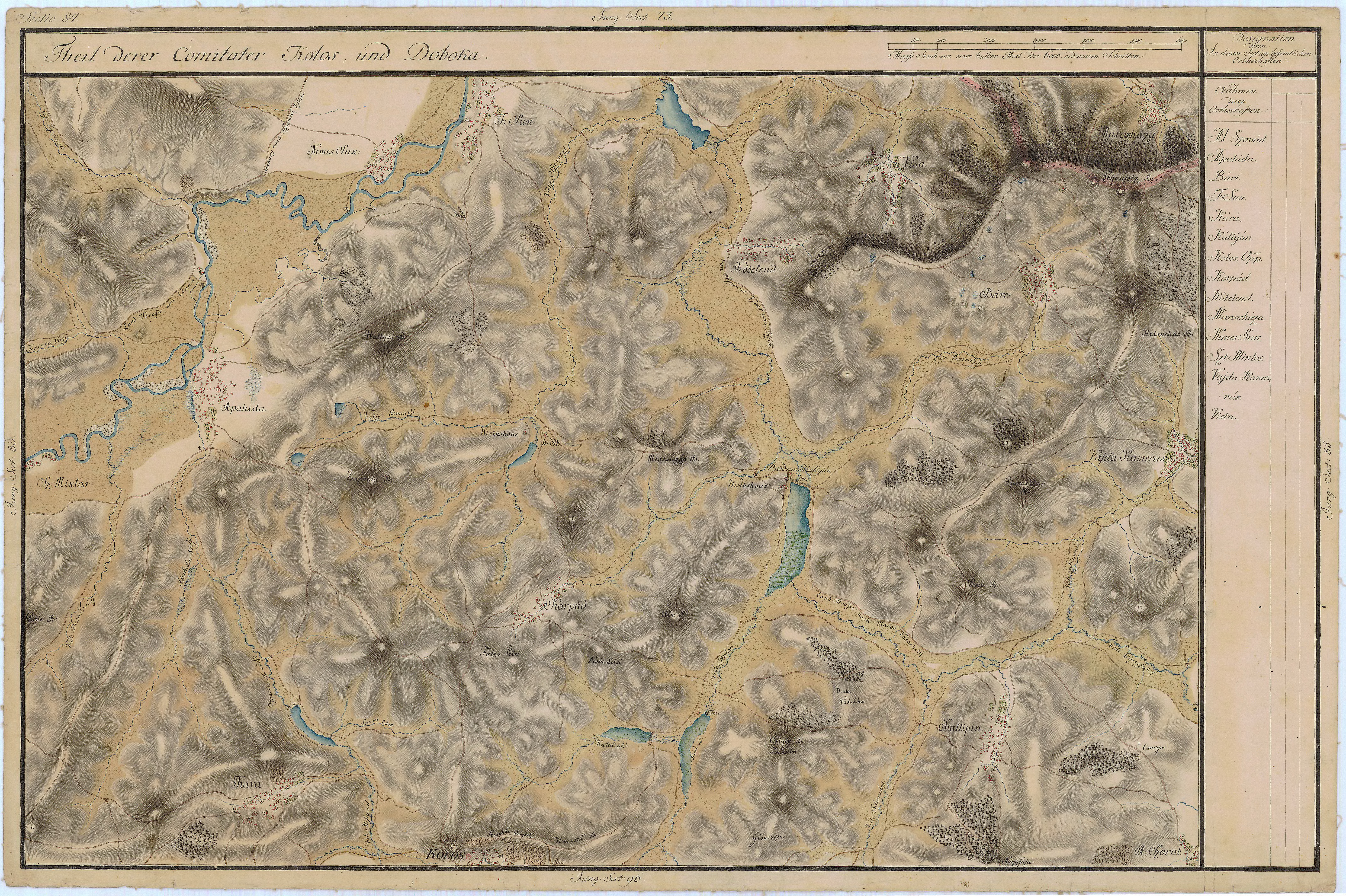
Tăuşeni pe Harta Iosefină a Transilvaniei, 1769-1773 (Sectio 084)
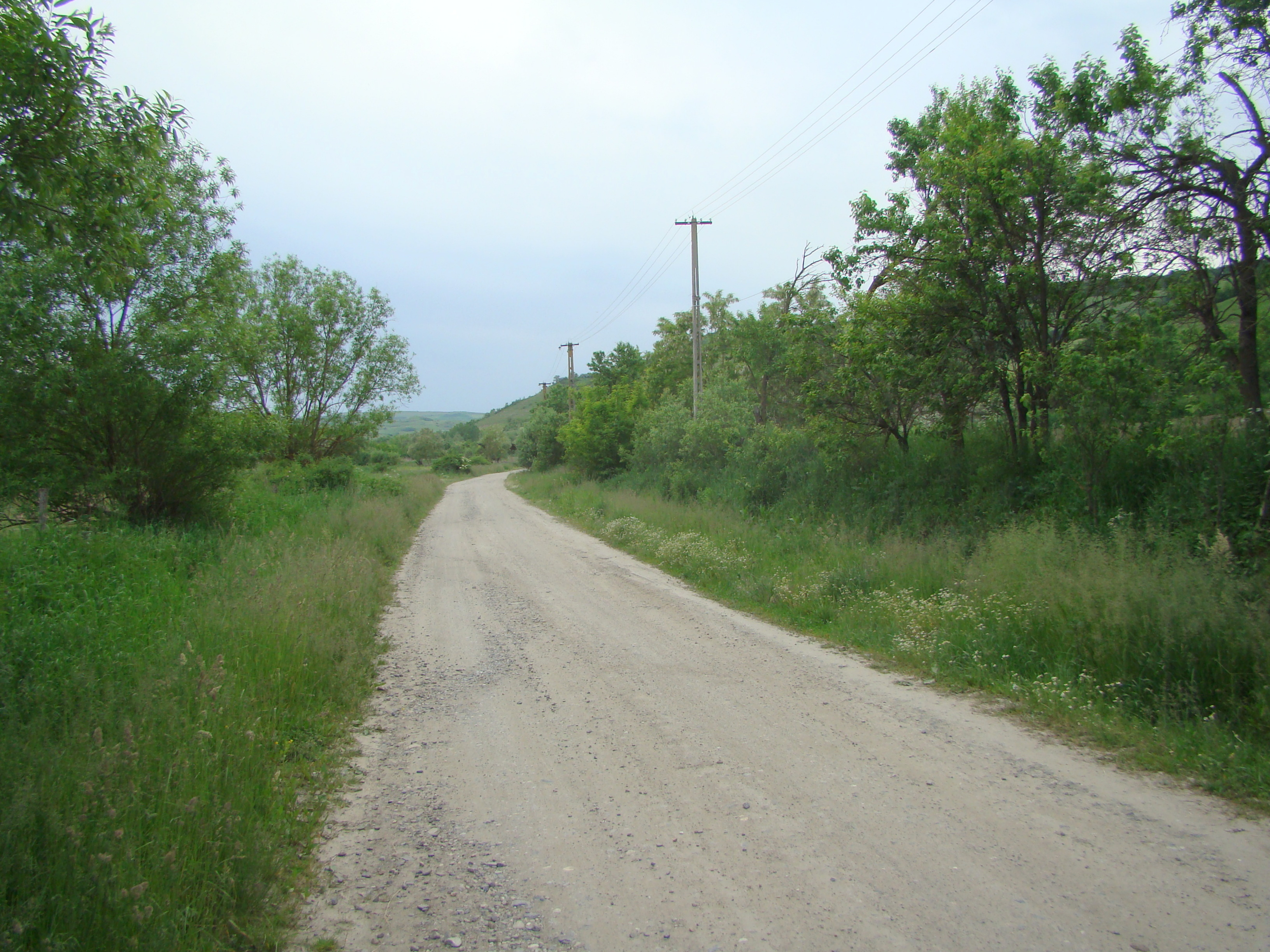
Drumul spre satul Tăușeni
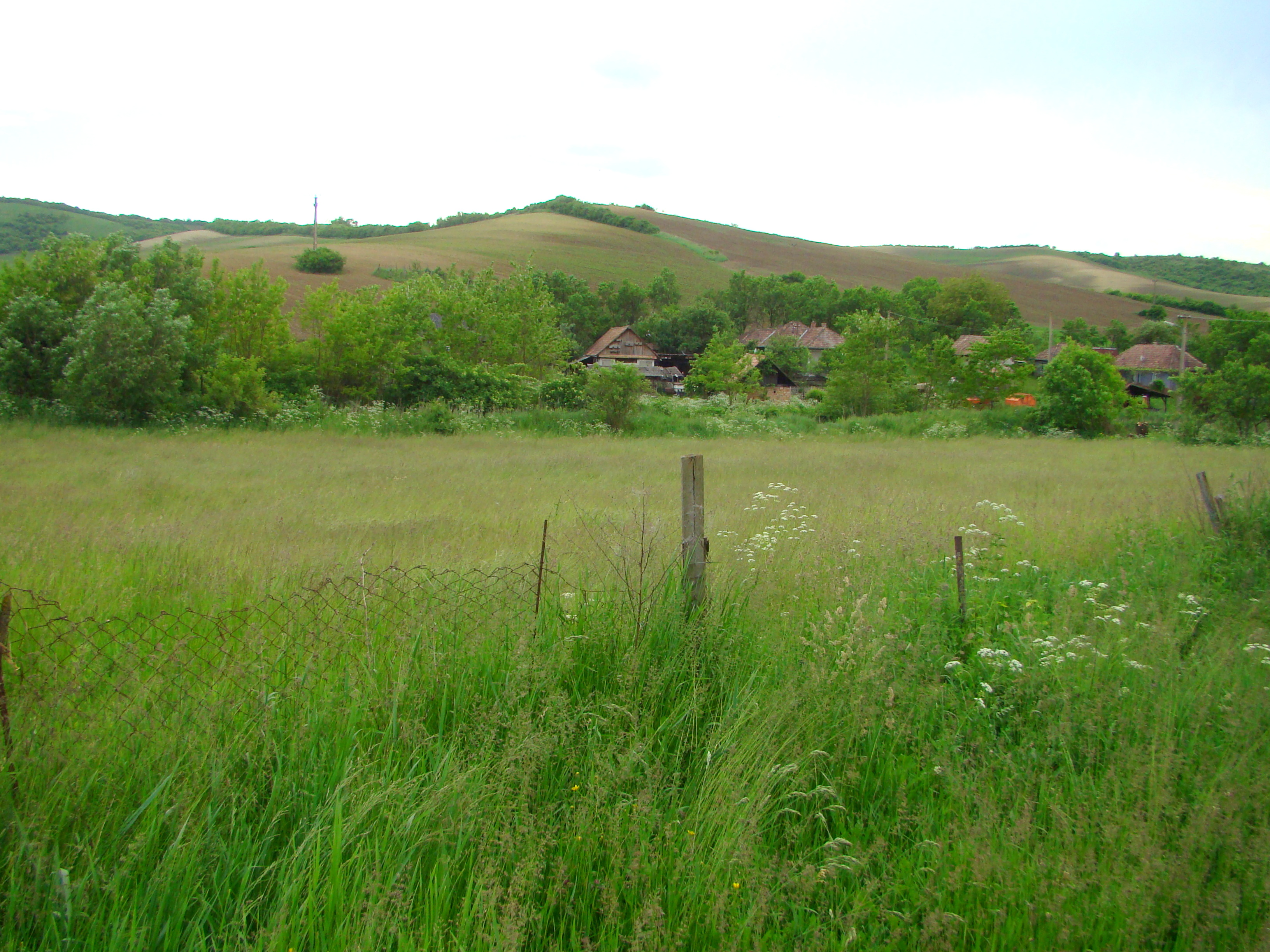
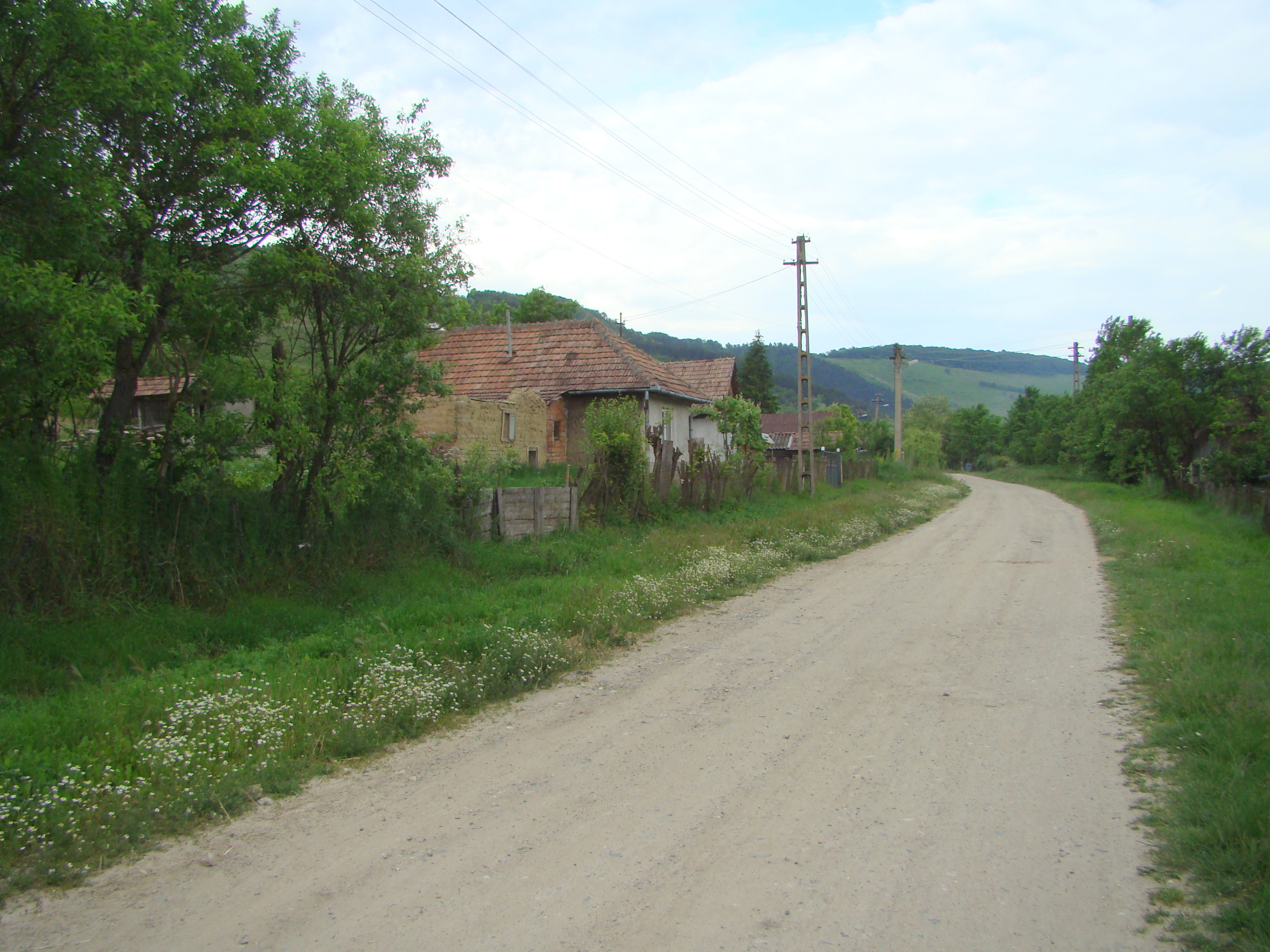
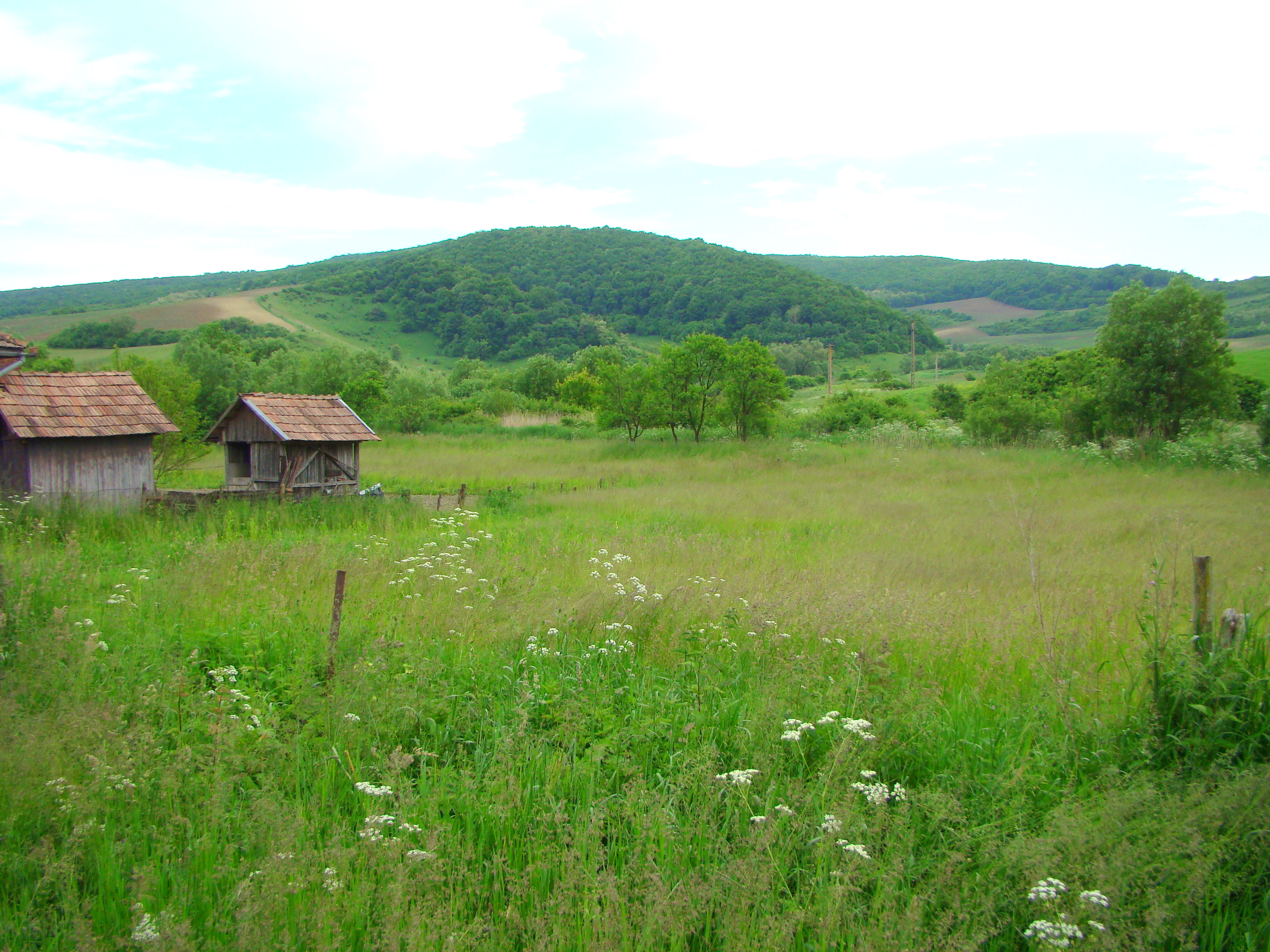
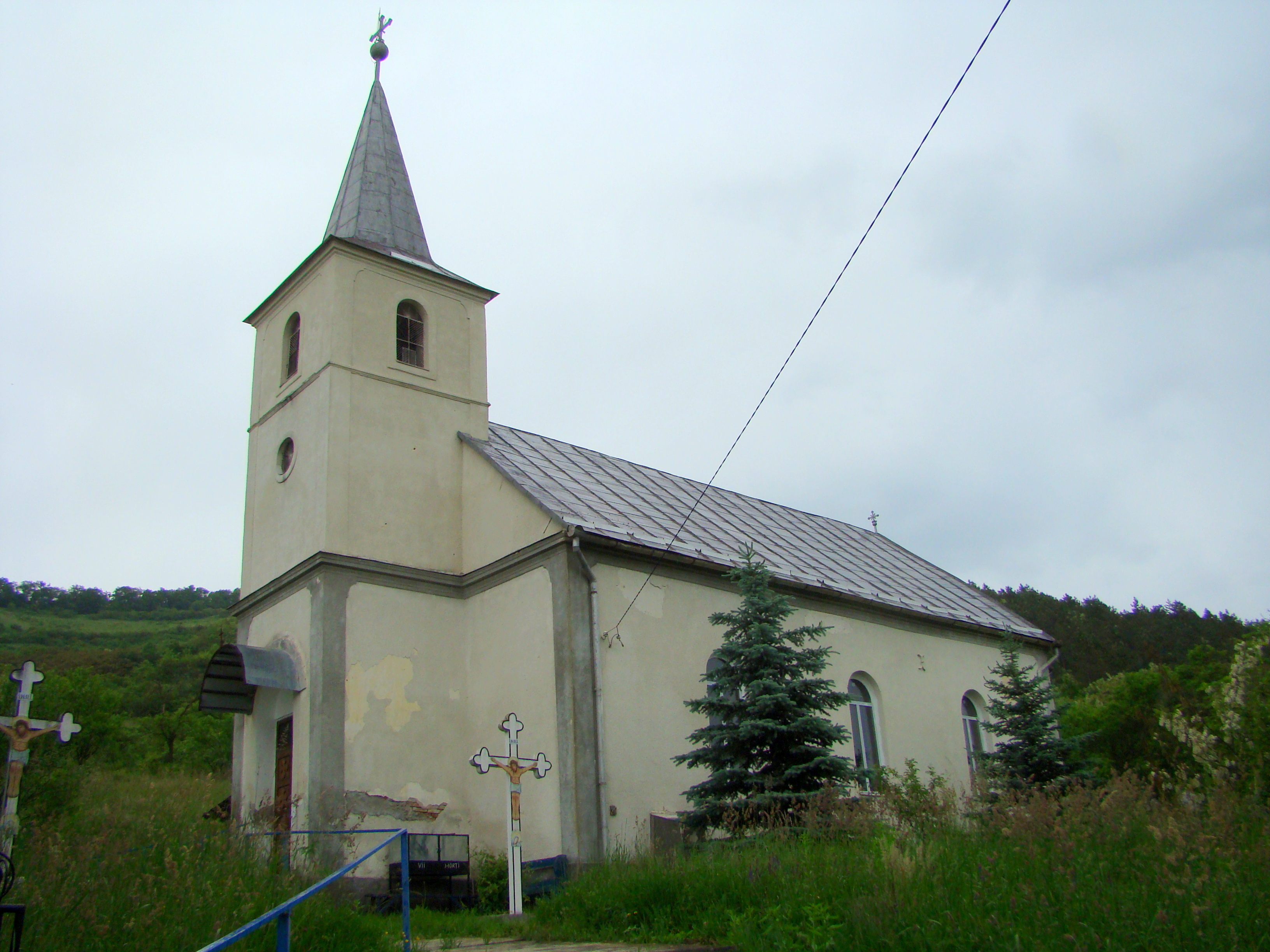
Biserica Buna Vestire (1912)
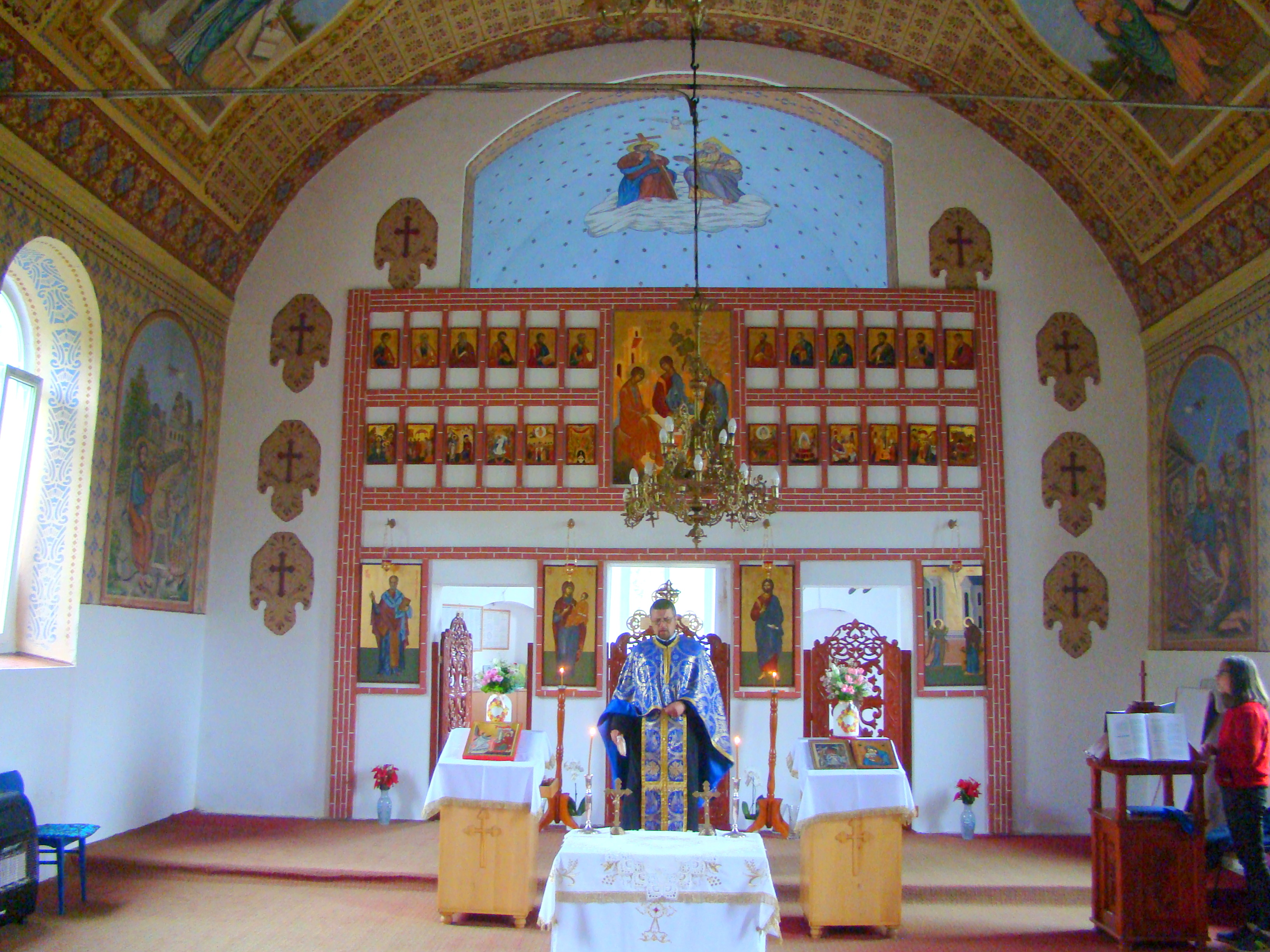
Biserica Buna Vestire (interiorul)
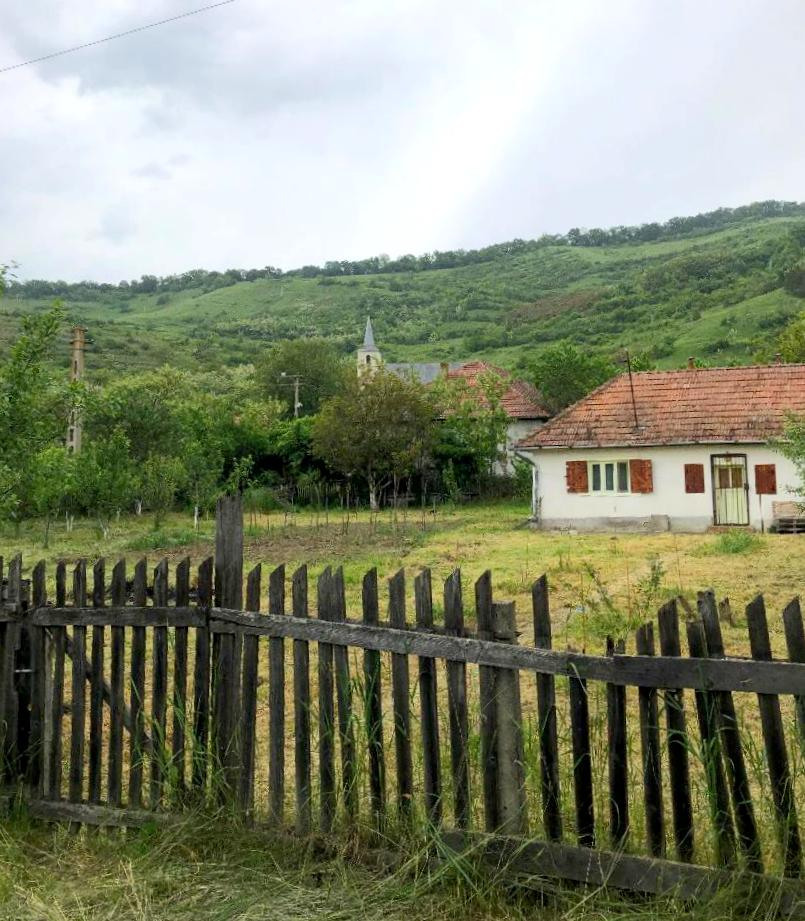
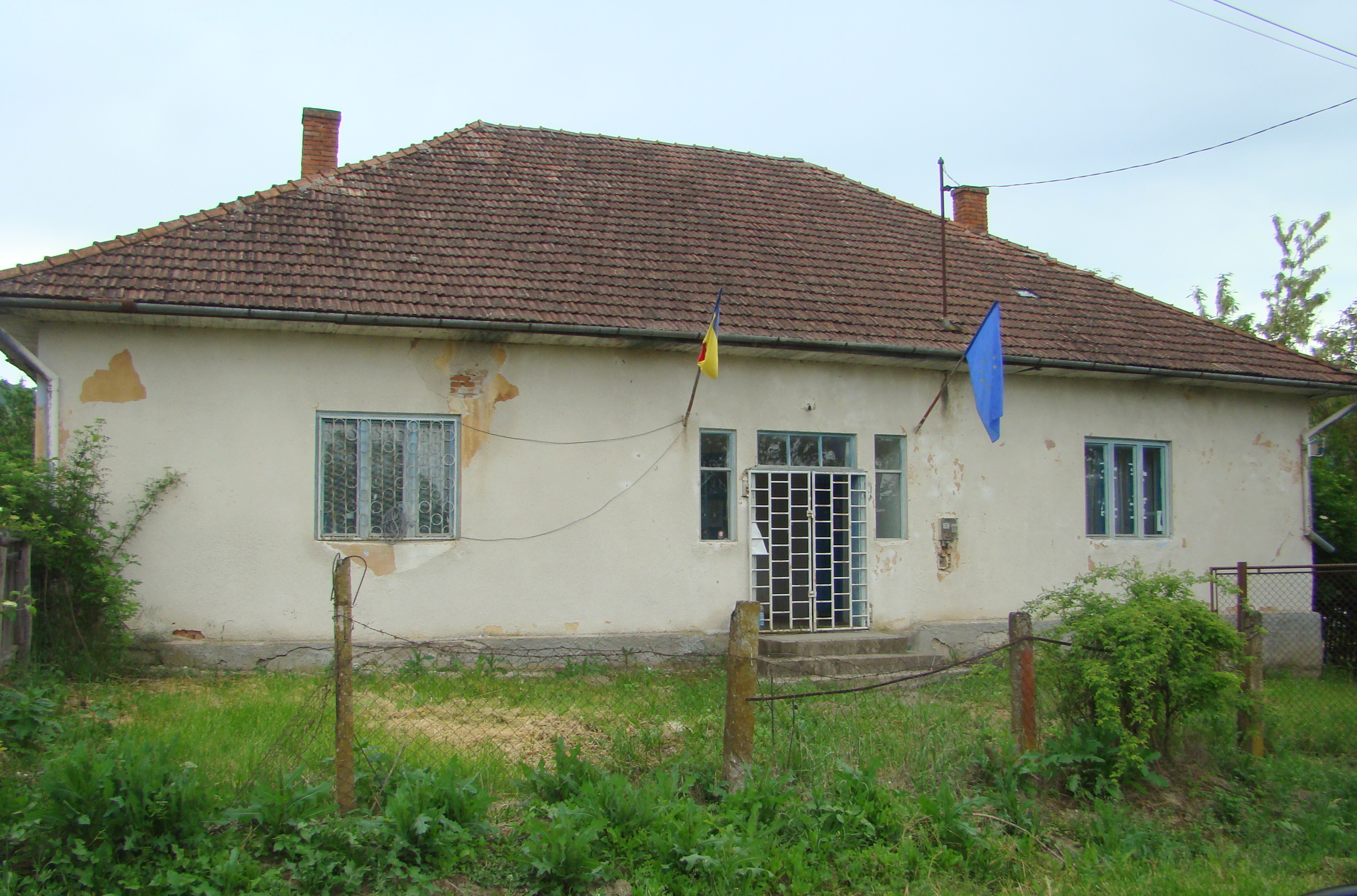
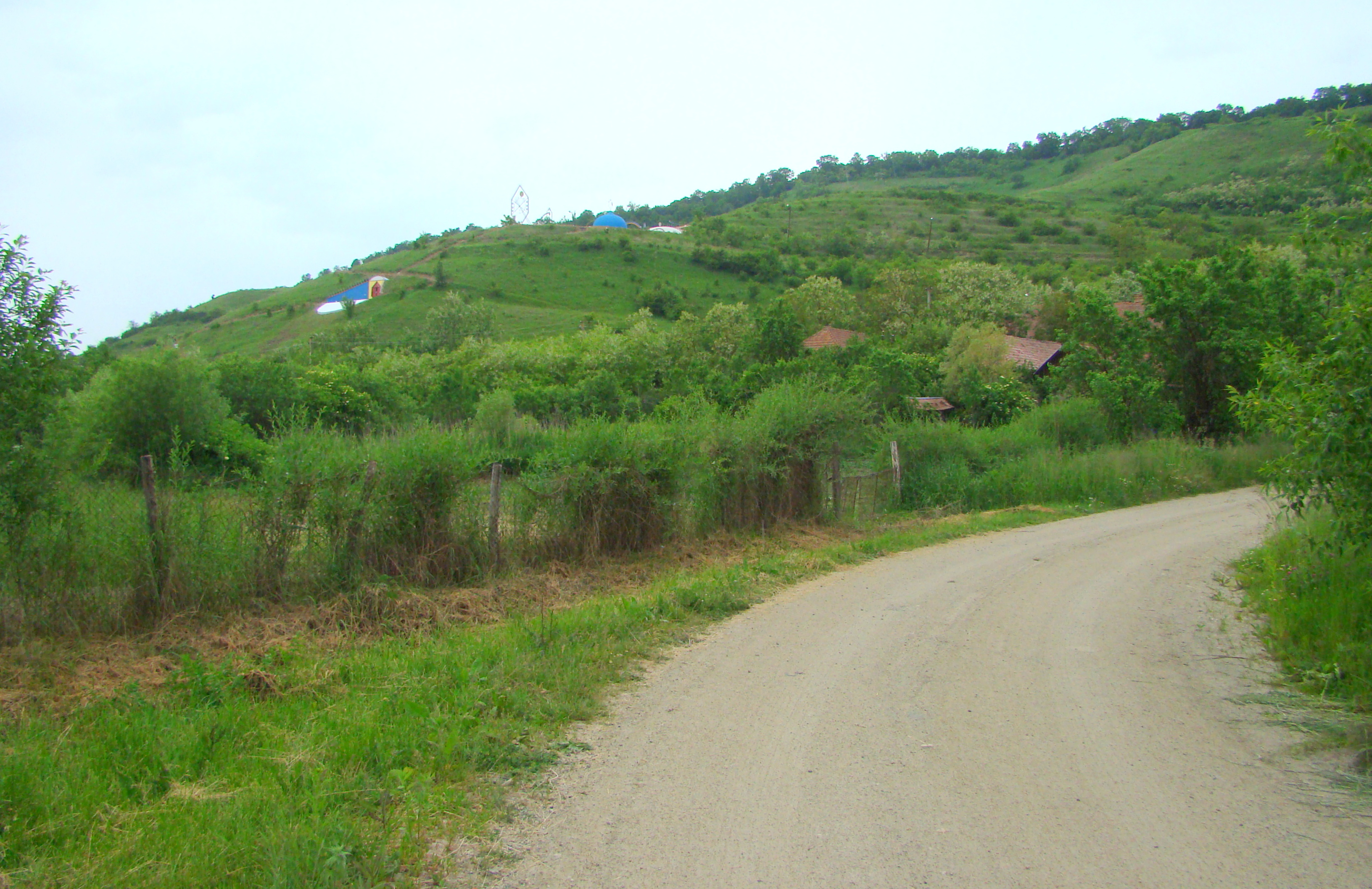
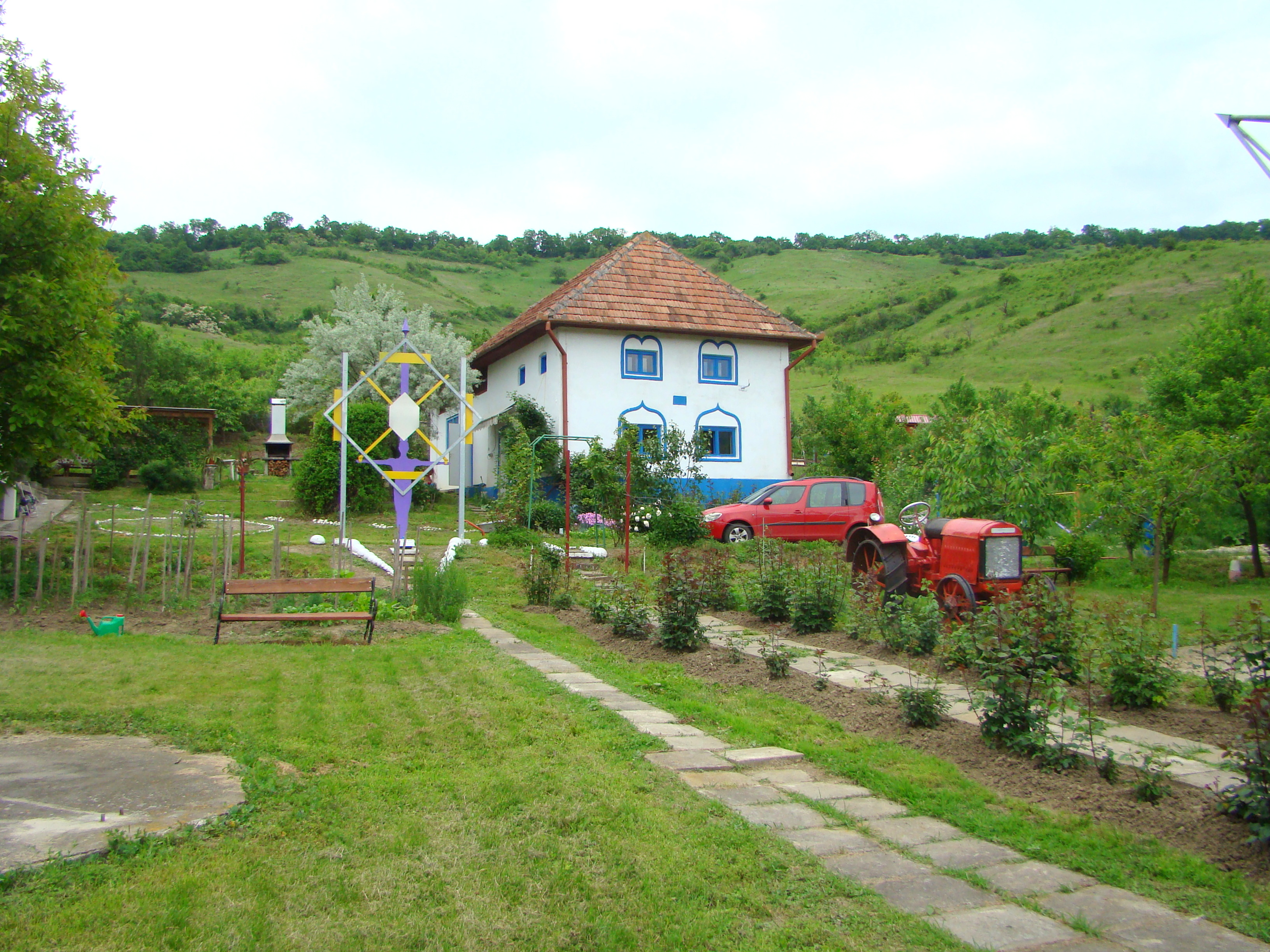
Casa memorială Alexandru Chira
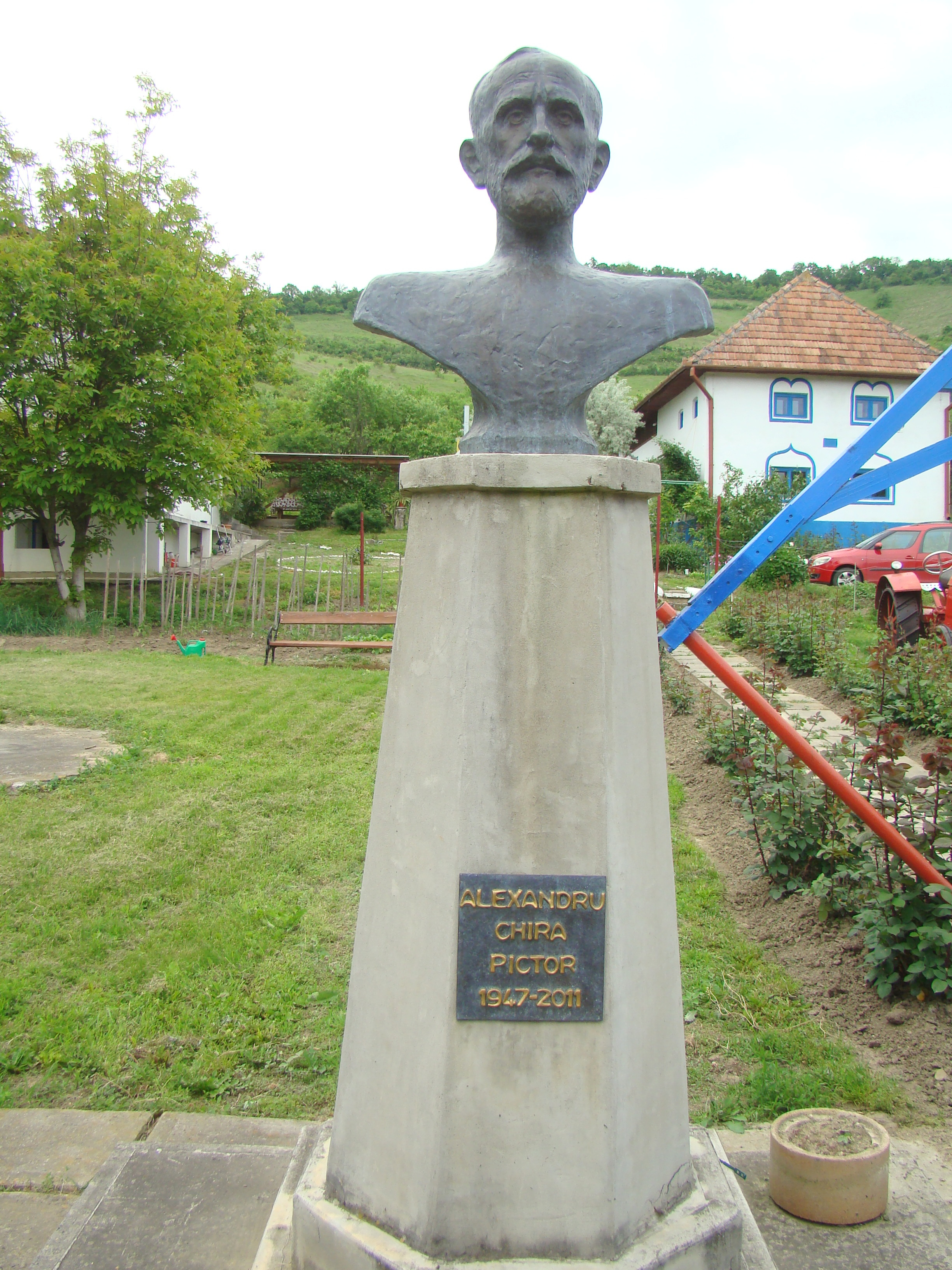
Bustul pictorului Alexandru Chira
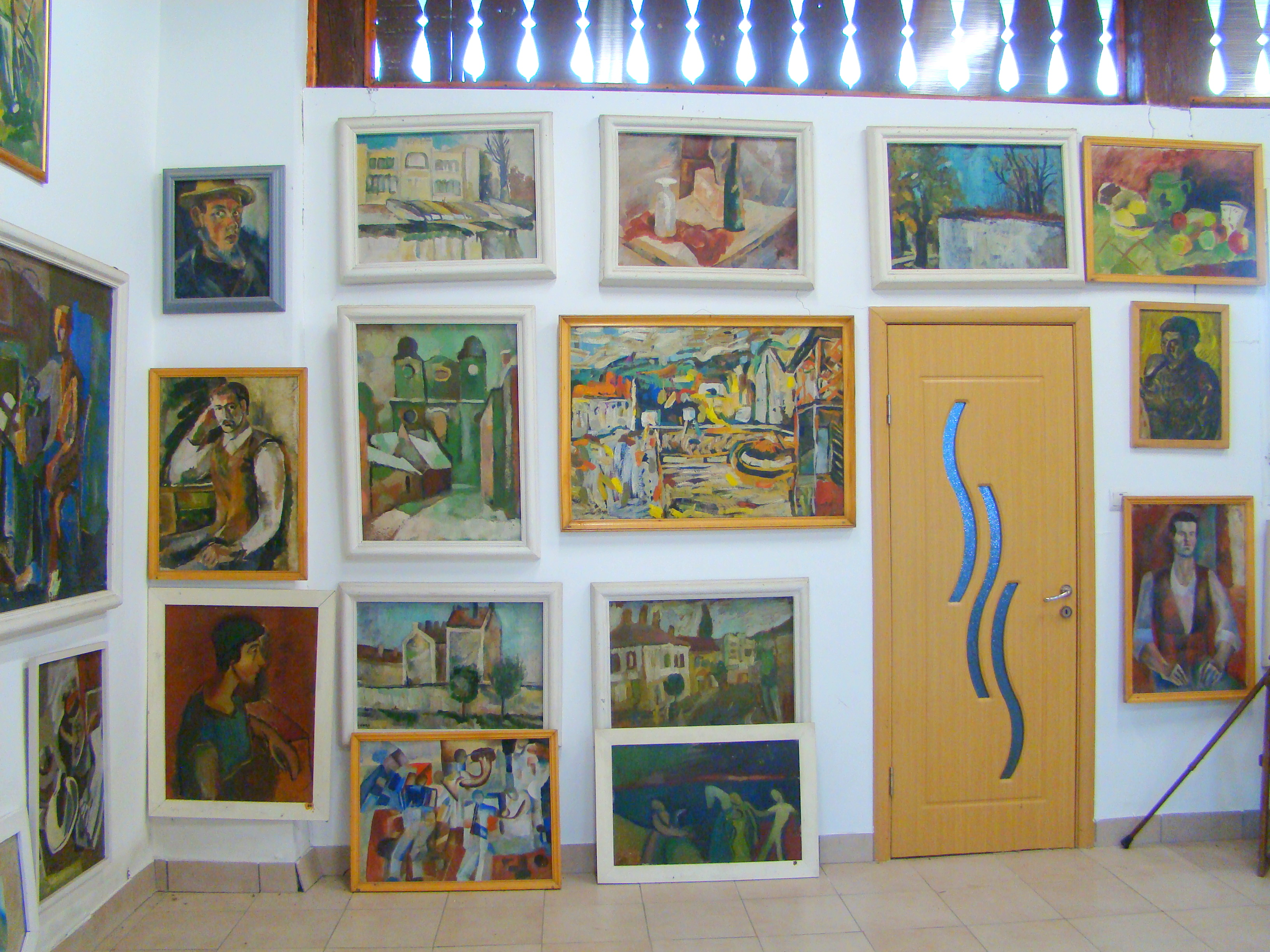
Casa memorială Alexandru Chira
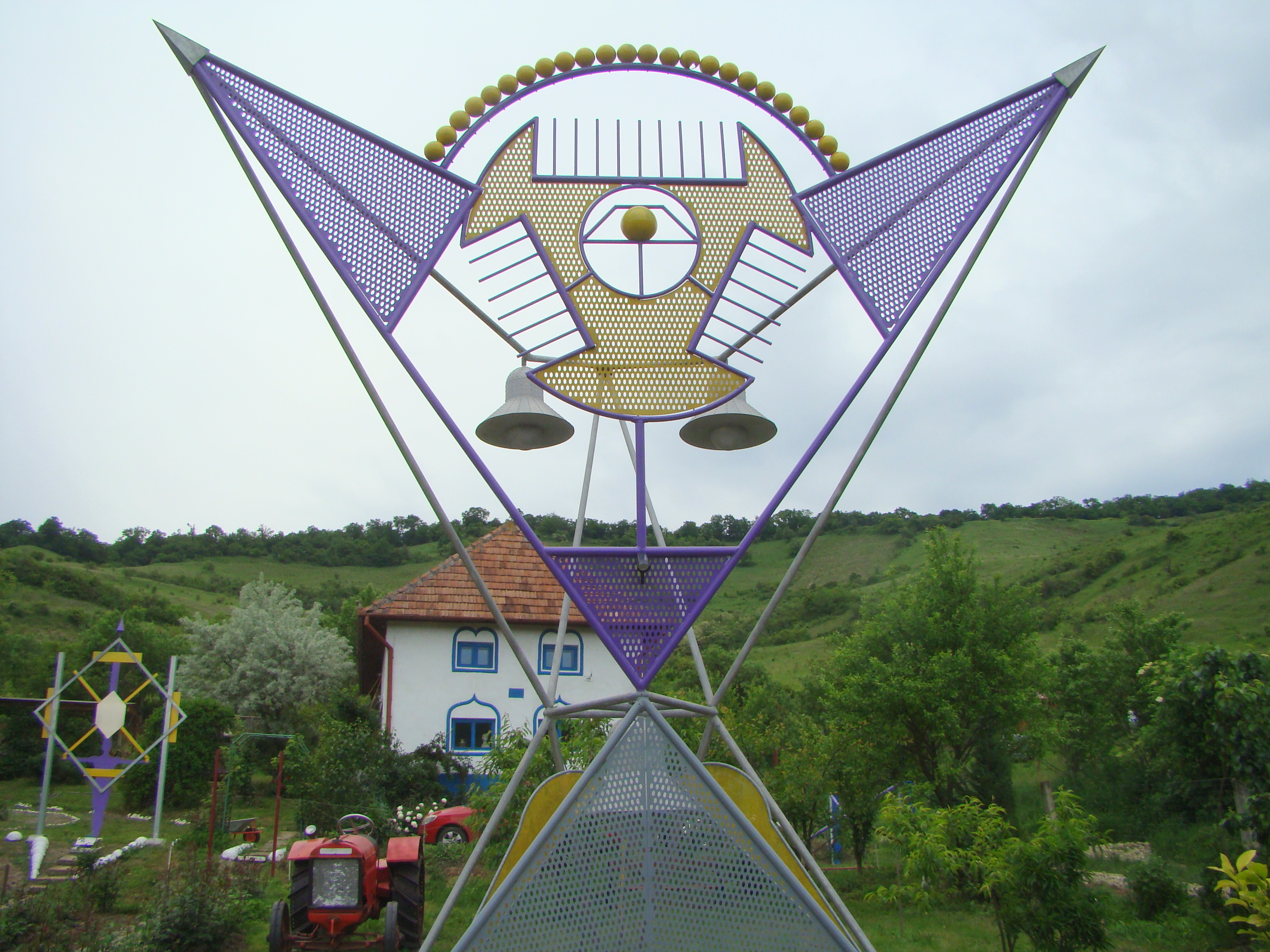
Casa memorială Alexandru Chira
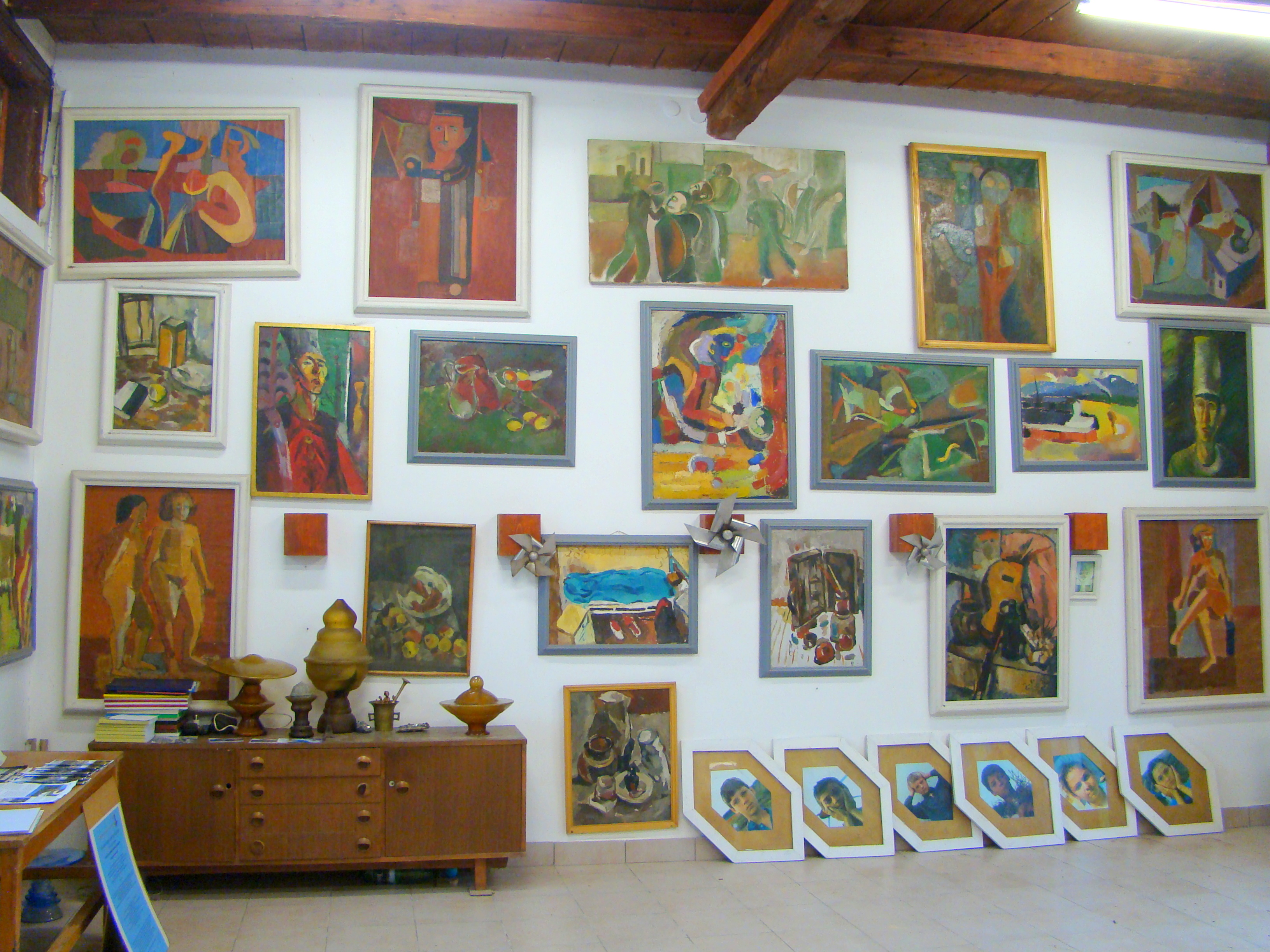
Casa memorială Alexandru Chira
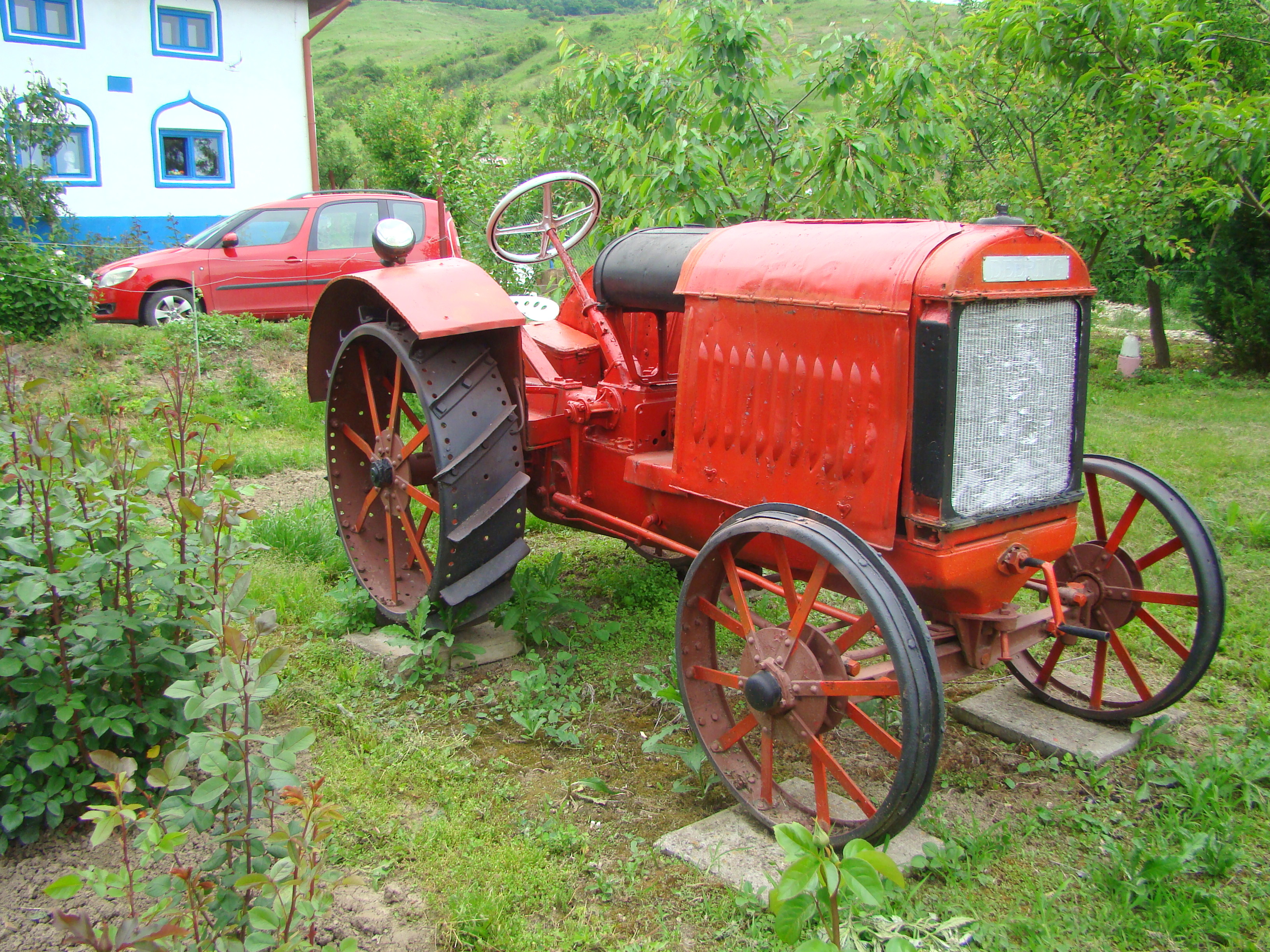
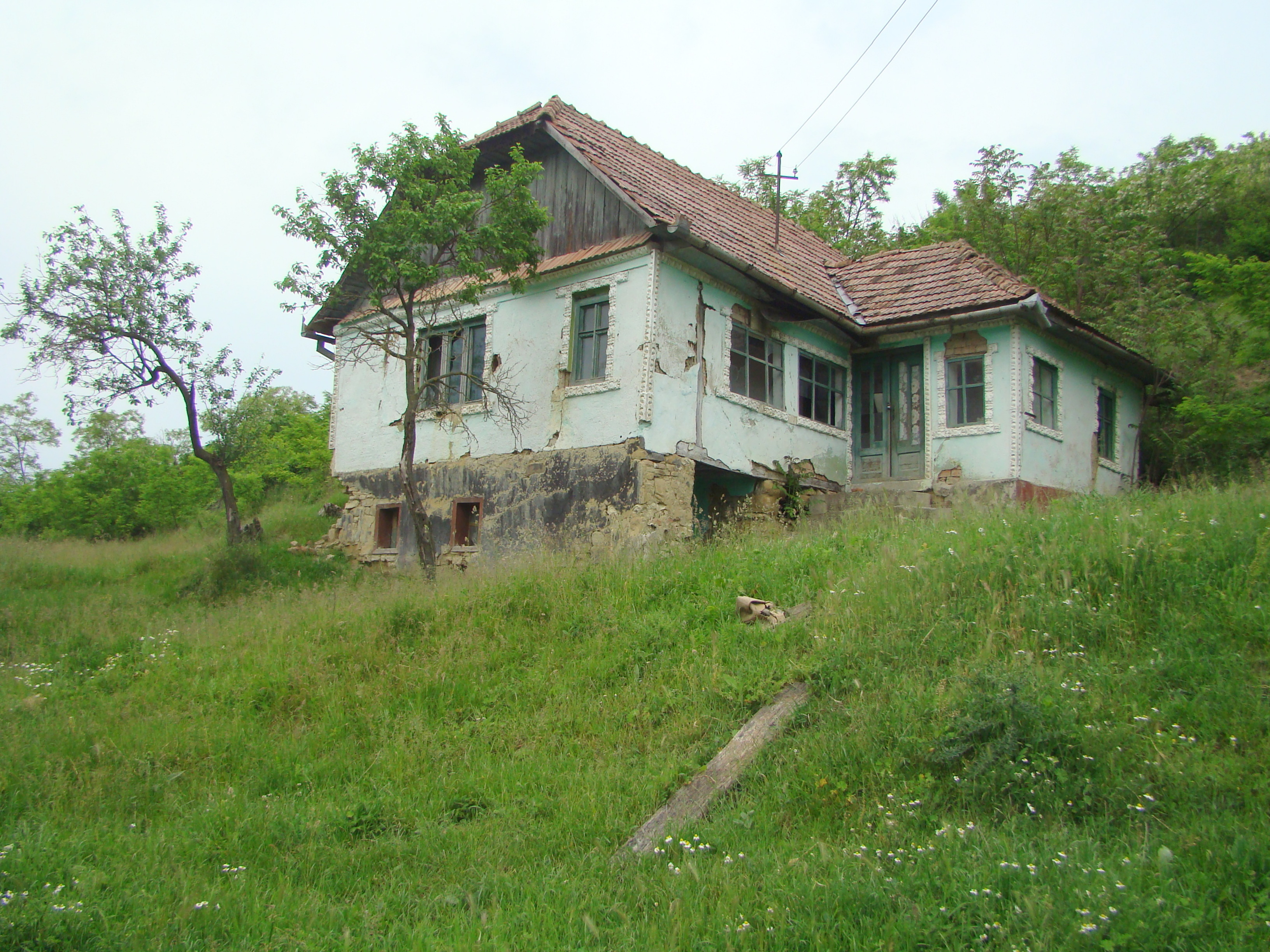
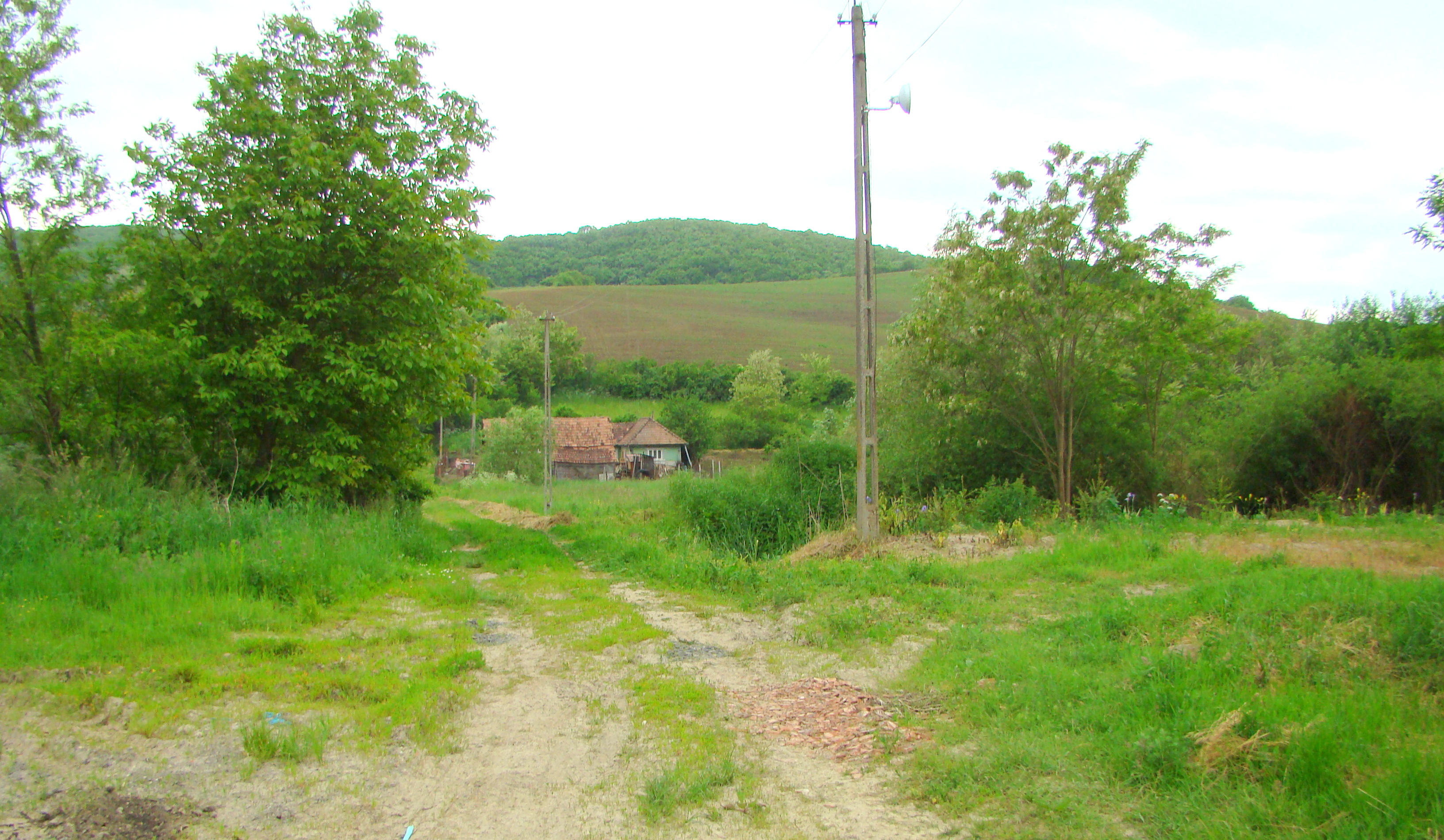
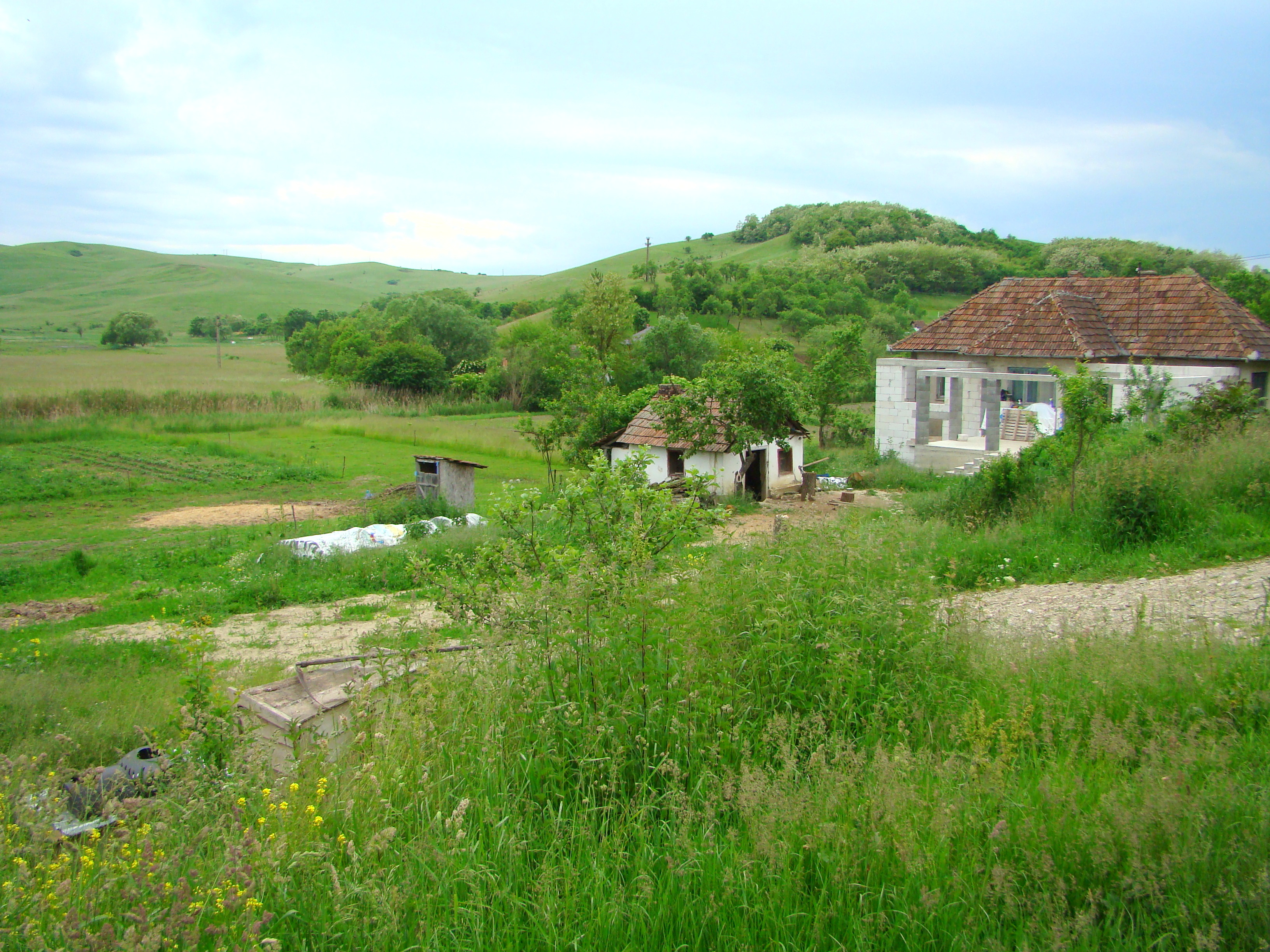
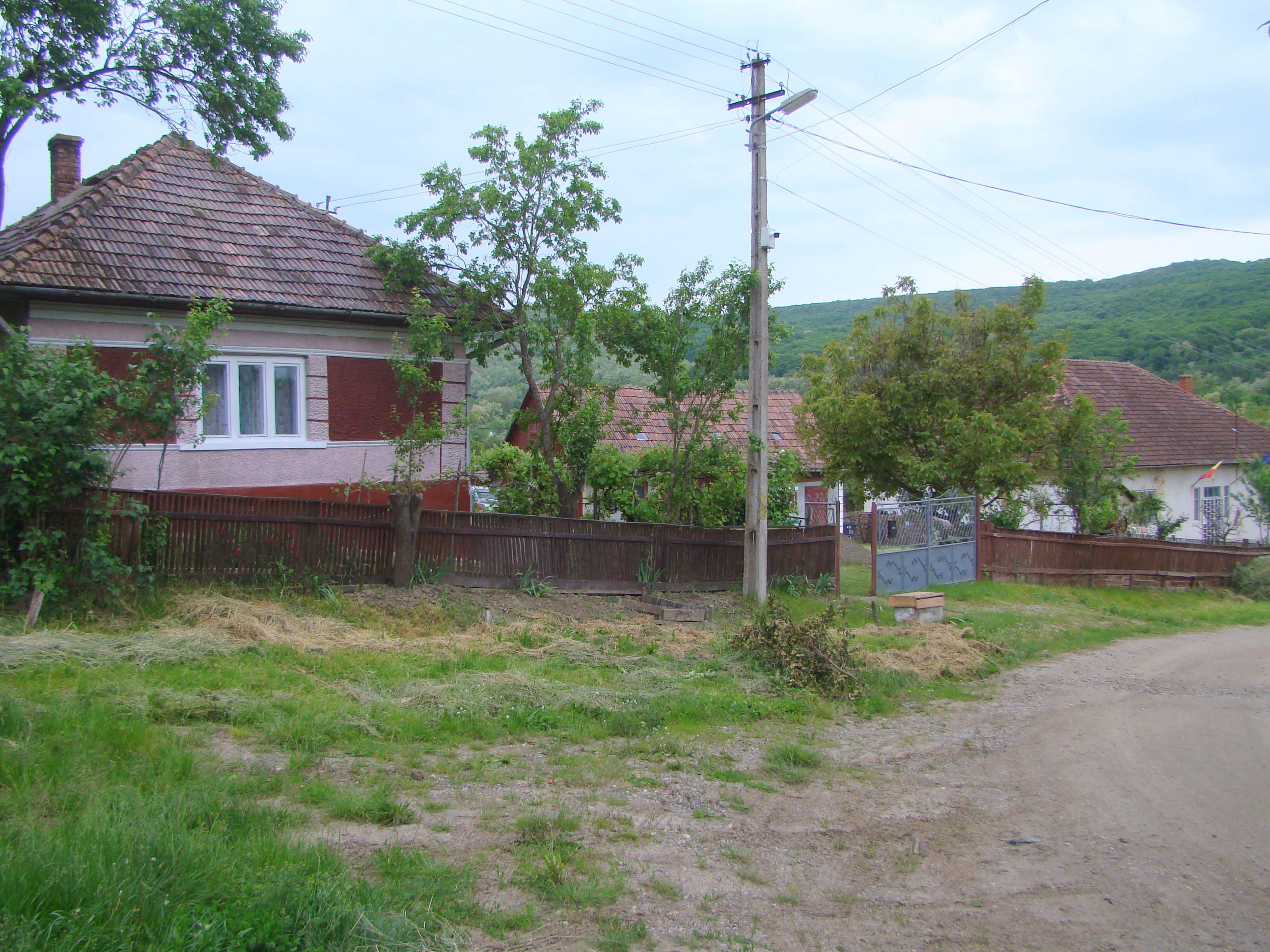
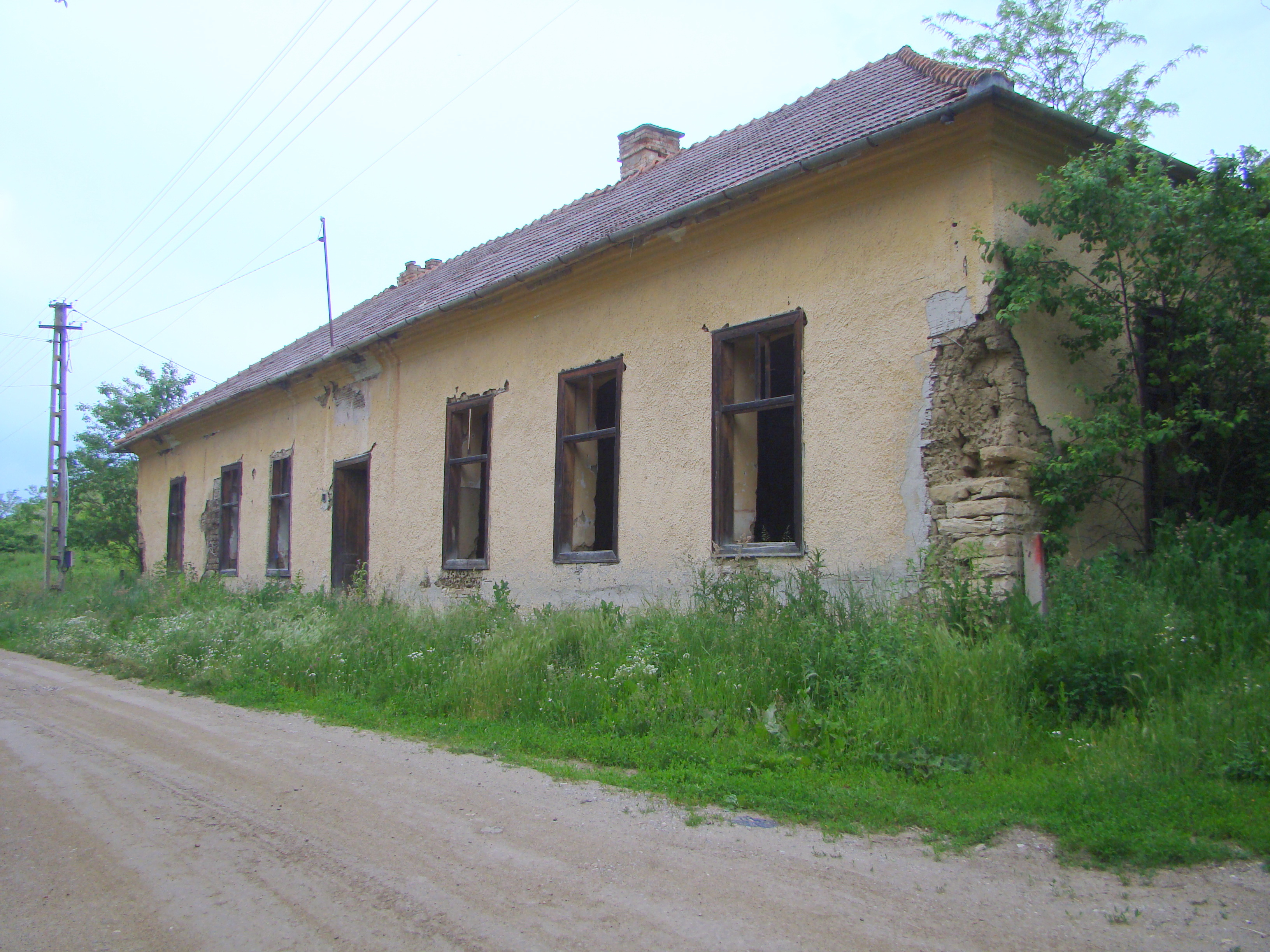
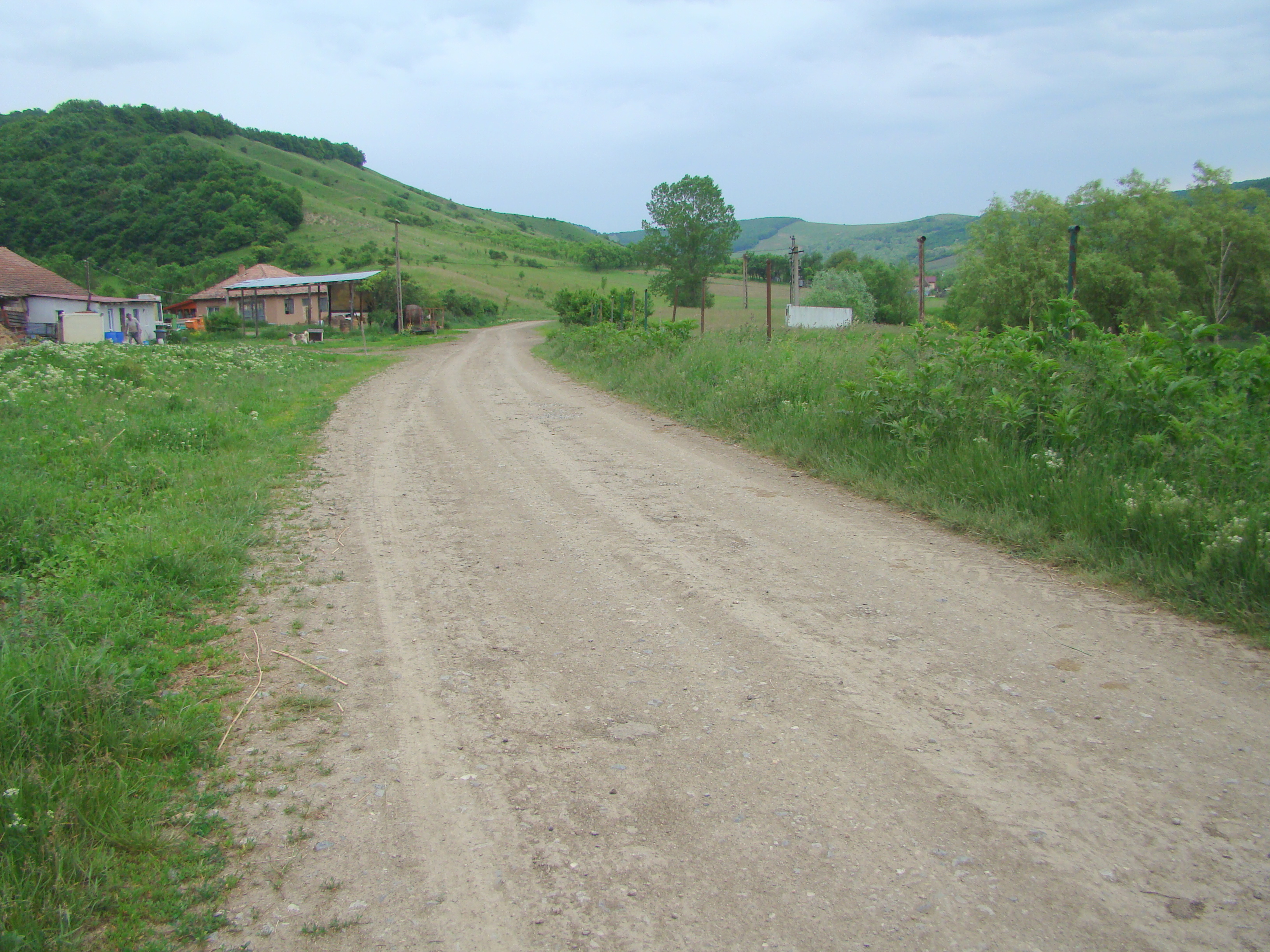